# 大分市立大在小学校
大分市立大在小学校（おおいたしりつ おおざいしょうがっこう）は、大分県大分市にある公立小学校である。

## 概要
大分市東部の大在地区にある小学校である。大在地区では土地区画整理事業の実施や団地開発に伴って児童数が急増し、本校は2000年（平成12年）からはプレハブ校舎を建設して対応せざるを得なくなり、2004年度には46学級、児童数1,546名の超マンモス校となった。そこで、2005年（平成17年）4月1日に本校から分離して大分市立大在西小学校が開校している。

## 沿革
- 1874年（明治7年）1月 - 浜、竹下、城原、政所、角子、北、志村、横田の8村の連合により政所に政所小学校が設立される[1]。
- 1874年（明治7年）2月 - 8村の連合から浜、竹下、城原が分離し、浜村東部に大在学校が設立される。
- 1876年（明治9年）2月 - 政所小学校及び大在学校が合併し大在学校となる。
- 1907年（明治40年）4月1日 - 大在尋常高等小学校となる（これを以て本校の開校とされている。）。
- 1908年（明治41年）9月28日 - 南校舎竣工（この日が開校記念日とされる。）。
- 1941年（昭和16年）4月1日 - 大在村立大在国民学校に改称。
- 1947年（昭和22年）4月1日 - 学制改革に伴い、大在村立大在小学校に改称。
- 1963年（昭和38年）3月10日 - 大在村が大分市、鶴崎市、大分郡大分町、大南町、北海部郡坂ノ市町と新設合併して新たに大分市となったことに伴い、大分市立大在小学校に改称。
- 2005年（平成17年）4月1日 - 本校から分離した大分市立大在西小学校が開校。
- 2015年（平成27年）3月-新校舎落成。
- 2024年　（令和5年）4月-本校から分離した大分市立大在東小学校が開校。

## 通学区域
曙台1-4丁目、大在中央1-2丁目（角子原を除く）、大在浜1-2丁目、志村1-2丁目、竹下1-2丁目、政所1-2丁目、横田1-2丁目、横塚1-2丁目、大字北（横田）、大字城原、大字竹下（平野、横塚）、大字浜（汐見、浜）、大字政所、大字横田